# Ted Stevens Anchorage International Airport
Ted Stevens Anchorage International Airport (IATA: ANC, ICAO: PANC, FAA LID: ANC), är en flygplats i Anchorage, Alaska i USA. Flygplatsen ligger cirka tre km söder om Anchorage. Den är uppkallad efter senator Ted Stevens som under många år representerat delstaten Alaska i USA:s senat.
Flygplatsen är en väldigt viktig tankningsflygplats för fraktflyg mellan Östasien (Kina, Sydkorea och Japan) och USA. 2015 var den nummer fyra i världen på antal ton last på fraktflygplan.